# Anopheles annularis
Anopheles annularis este o specie de țânțari din genul Anopheles, descrisă de Wulp în anul 1884. Conform Catalogue of Life specia Anopheles annularis nu are subspecii cunoscute.